# Útica

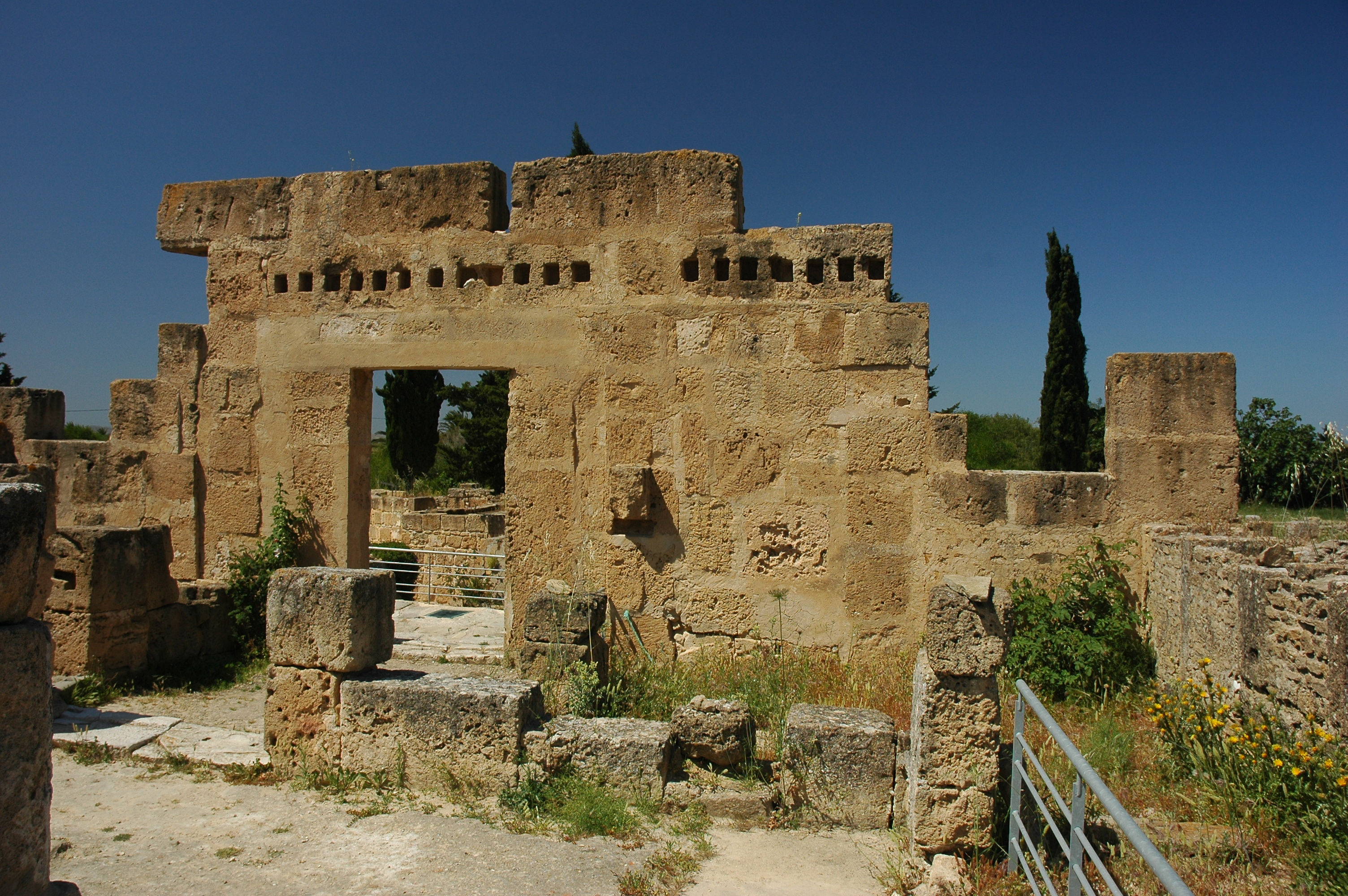
Ruínas de Útica

Útica foi uma cidade do norte da África que estava situada a cerca de 40 km noroeste de Cartago no atual território da Tunísia. Foi a capital da província romana de África Proconsular entre 146 a.C. e 25 d.C. Atualmente ainda podem ser apreciados restos dos seus edifícios públicos como termas, armazéns, molhes e um anfiteatro para mais de 20 000 espectadores.

## História
Foi fundada pelos fenícios por volta de 1 101 a.C. segundo Plínio, o Velho, e prosperou até se tornar num importante porto. Contudo, o florescimento de Cartago (fundada segundo a lenda 287 anos depois) eclipsou a sua importância. Porém, as datas de fundação das cidades fenícias da antiguidade, tanto de Útica, Cartago ou da própria Gadir, segundo alguns estudiosos, como Aubet, são duvidosas. Na época que se produzem as datações (época helenística) tendia-se a enobrecer a origem de algumas cidades. Assim mesmo, Homero foi utilizado profusamente como fonte histórica. Por tudo isso, estabelecer o século XII a.C. como data do começo da presença fenícia no Mediterrâneo central e ocidental é duvidoso. Os indícios arqueológicos adiariam a data, provavelmente, até o princípio do século VIII a.C.
Situava-se no golfo de Tunes, num pequeno promontório na foz do rio Mejerda. Essa situação permitia controlar as ricas terras que a rodeavam. Mas Útica não se dedicou à agricultura como atividade principal, embora pudesse tê-lo feito. Útica manteve-se independente econômica, e politicamente da metrópole fenícia até pelo menos finais do século VI a.C., em que caiu na sua órbita de influência.
Participou na guerra contra as cidades da Magna Grécia, foi ocupada por Agátocles de Siracusa em 308 a.C. e lutou contra os romanos.
Foi aliada de Cartago na Guerra dos Mercenários mas teve de se render aos rebeldes de Hippo Diarrhytus (atual Bizerta). Após tentar acercar-se a Roma viu-se obrigada a capitular sem condições depois da derrota dos mercenários.
Durante a guerra civil que enfrentou a Júlio César e Cneu Pompeu Magno entre 49 e 45 a.C., Útica foi palco das batalhas que livraram. A 6 de abril de 46 a.C., Catão, o Jovem, comandante da praça-forte, matou-se aqui com a sua espada, após ser derrotado na batalha de Tapso, pelo qual é conhecido pela alcunha de Catão de Útica. Logo, depois da derrota de Farsália em 48 a.C., foi o ponto de reunião dos partidários de Pompeu.
O imperador Augusto outorgou-lhe direitos municipais, embora o florescimento de Cartago, que este potenciou, fez com que Útica perdesse a importância que até então tivera. Contudo, continuou a ser uma cidade rica.
Em 439 caiu nas mãos dos vândalos dirigidos por Genserico e os bizantinos reconquistaram-na em 534. Os árabes destruíram a cidade em finais do século VII.

## As Guerras Púnicas
Útica participou ativamente nas Guerras Púnicas, que mantiveram Cartago e Roma. Nas duas primeiras manteve-se unida à sua vizinha Cartago, o que lhe custou muitos ataques por parte das tropas romanas. A princípios da a terceira rendeu-se e uniu a Roma, que a usou como base operativa contra a metrópole púnica, o que lhe valeu recompensas e honras por parte dos romanos, que lhe deram uma boa parte do território que pertencera aos cartagineses e a nomearam capital da província romana da África Proconsular.